# 巴蘭基塔斯
巴蘭基塔斯（西班牙語：Barranquitas）是波多黎各的城鎮，位於該中部，始建於1803年，面積86平方公里，主要農產品有咖啡、水果和蔬菜，2010年人口30,318，人口密度每平方公里350人。

## 外部連結
- Welcome to Puerto Rico Barranquitas （页面存档备份，存于）